# Klaus Huber (Eisenbahningenieur)
Klaus Huber (* 28. Mai 1938 in Schorndorf (Oberpfalz)) ist ein deutscher Eisenbahningenieur. Er arbeitete 40 Jahre für die Deutsche Bahn in verschiedenen Bereichen des Unternehmens, hauptsächlich in der Ablaufoptimierung für Lokführer.

## Leben und Wirken
Klaus Huber wurde 1938 im bayerischen Schorndorf geboren. Nach am Alten Realgymnasium in München abgelegtem Abitur studierte er von 1957 bis 1962 an der TH München Elektrotechnik. Daran schlossen sich von 1962 bis 1965 die Referendarzeit bei der Bundesbahndirektion München und das zweite Staatsexamen an.
Von 1965 bis 1972 war er Versuchsleiter und Mitarbeiter im Dezernat für elektrische Triebfahrzeuge im Bundesbahn-Zentralamt (BZA) München und zuständig für „Ellok-Entwicklungen“. Parallel dazu absolvierte er von 1967 bis 1970 ein arbeits- und wirtschaftswissenschaftliches Aufbaustudium an der TU München, das er 1970 mit der Diplomhauptprüfung erfolgreich beendete. Das gestellte Diplomarbeitsthema betraf die physische Leistungsfähigkeit des Führers schneller Schienentriebfahrzeuge. Die Arbeit trägt den Titel Probleme der Automation von Steuerungstätigkeiten.
Von 1972 bis 1973 war er als Vorstand des Betriebsmaschinendienstes in Kempten (Allgäu) eingesetzt. Anschließend unterstützte er von 1973 bis 1976 als wissenschaftlicher Mitarbeiter das Zugförderungsreferat der Hauptverwaltung der Deutschen Bundesbahn (DB) in Frankfurt am Main. Den Rest des Jahres 1976 war Huber dann für den Beginn seiner Studie zur „Beanspruchung bei der Belastung durch Informationsverarbeitung von DB-Triebfahrzeugführern in unterschiedlichen Einsatzbereichen“ beurlaubt. Diese – an seine Diplomarbeit anknüpfende – Untersuchung sollte seine weitere berufliche Tätigkeit wesentlich beeinflussen. Die Aus- und Fortbildung der Triebfahrzeugführer war ihm fortan ein besonderes Anliegen.
1977/1978 arbeitete er als maschinentechnischer Sachverständiger im damaligen Vorstandsprojekt „Resultatsverantwortung“ mit. 1979 wurde er Dezernent für die Instandhaltung und Einsatzplanung von Triebfahrzeugen sowie für die Lokführerausbildung bei der Bundesbahndirektion Nürnberg. Damit war er zusätzlich auch Direktor des dortigen Verkehrsmuseums. In die Nürnberger Zeit fiel die Betriebserprobung der ersten Lokomotiven mit Drehstromantrieb, der Baureihe 120.
Nach München versetzt, kümmerte er sich dort ab 1985 um alle Zugförderungsaufgaben, einschließlich der S-Bahn, sowie wiederum um die Lokführerausbildung. Neben der Aufgabenerfüllung in Nürnberg und München konnte er seine wissenschaftliche Arbeit fortführen und abschließen und als Dissertation einreichen. Die Fakultät für Maschinenwesen der TU München verlieh Huber im Mai 1985 den akademischen Grad eines „Dr.-Ing.“.
Die meisten Berufsjahre arbeitete Huber auf dem Gebiet Zugförderung und im Bereich Traktion. Da er die Verwendungsprüfungen für viele unterschiedliche Baureihen abgelegt und die Streckenkenntnis für die Hauptstrecken der Bahn erworben hatte, fuhr er die Züge oft selbst. Er wurde dadurch beim Zugpersonal deutschlandweit bekannt, das ihm den Spitznamen „Akademischer Lokführer“ gab.
Als anerkannter Fachmann wurde er in viele Arbeitsgruppen und Projekte berufen. Nach der Auflösung des Geschäftsbereichs Traktion übernahm er die Leitung des Projektes „EBuLa“ (Elektronischer Buchfahrplan und Verzeichnis der Langsamfahrstellen). Dieses brachte eine große Erleichterung für die Triebfahrzeugführer.
Im März 2002 wurde er nach 40-jähriger Unternehmenszugehörigkeit pensioniert.
Klaus Huber hat sein Wissen in zahlreichen praxisnahen Veröffentlichungen niedergelegt. Er veröffentlichte zum Beispiel Ratgeber zu bestimmten Lokomotiv-Baureihen und Fachaufsätze in der Zeitschrift Elektrische Bahnen. Jahrzehntelang war er Mitglied der Deutschen Maschinentechnischen Gesellschaft (DMG) und des DMG-Ausschusses „Fortbildung“. Oft hatte er die Leitung der Einführungs- und Fachseminare übernommen und dort selbst zu Themen der Zugförderung wie beispielsweise zur Fahrdynamik, der Fahrzeitermittlung und zum Signalwesen Vorträge gehalten. Diesen ehrenamtliche Einsatz hat die Deutsche Maschinentechnische Gesellschaft im Jahre 2015 mit der Verleihung ihrer „Beuth-Ehrenmedaille“ gewürdigt.